# Siden sammet
Siden sammet är en kriminalroman av Maria Lang (pseudonym för Dagmar Lange), utgiven första gången 1964 på bokförlaget Norstedts. Romanen har översatts till danska, norska, finska, franska och ryska.

## Handling
När Christer Wijk först ska besöka modeateljé Asta utgår han ifrån att ingenting av intresse skulle kunna hända på en sådan plats. Han ska dock bli motbevisad: där finns såväl en ovanligt vacker mannekäng som en klänning som passar hans Camilla, och snart påträffas dessutom en kvinna död i tillskärerskerummet.

## Karaktärer
- Asta Arman, modedirektris
- Marie Melander, tillskärerska
- Yvonne Karsten, mannekäng
- Bie Backlund, syelev
- Jaques J:son Jonsson, modetecknare
- Gunborg Ljung, sömmerska
- Ulf Ljung, hennes son
- Veronica Thorén, lyxkund
- Henrik Thorén, hennes man
- Camilla Martin, favoritkund
- Palle Davidsen, kriminalassistent

samt
- Christer Wijk